# Valdo Gamberutti
Valdo Gamberutti (Torino, 25 febbraio 1973) è un autore televisivo e scrittore italiano.

## Biografia
Dopo aver conseguito la laurea in Lettere e Filosofia con indirizzo in Storia Moderna all'Università La Sapienza di Roma inizia la sua carriera come autore televisivo firmando sia programmi originali (Ginnaste - Vite Parallele, Tetris, Giarabub) che reality e talent show di successo come Italia’s Got Talent, X Factor e The Apprentice. Per Amazon Prime ha scritto il docu-film Federica Pellegrini Under Water e il monologo teatrale Ebreo! con David Parenzo.  Ha pubblicato tre saggi: Attesa, applauso (2003) Elogio dell’autore televisivo. Paradossi di un mestiere sconosciuto (2022) e La Zanzara. Tutto il resto è radio (2023).

### Vita privata
È sposato con l'attrice Giulia Di Quilio e padre di due gemelli.

## Televisione
- Giarabub (LA7 2007)
- Tetris (LA7 - 2007/2009)
- Ginnaste - Vite parallele(programma televisivo)- MTV 2011/2016
- Stalk Radio (Sky Uno - 2011-2013)
- X Factor (programma televisivo) (Sky Uno - 2014- 2018)
- Italia's Got Talent (Sky Uno)

## Teatro
- Ebreo! Anno di Produzione 2022 Teatro Parioli Roma
- Un Passato senza veli - Le Grandi Dive del Burlesque (Teatro Off-Off Roma 2022)

## Pubblicazioni
- Attesa, applauso 2003, Cadmo Editore ISBN 8879232770
- Elogio dell’autore televisivo. Paradossi di un mestiere sconosciuto' 2022, Bordeaux ISBN 1259631036
- La Zanzara. Tutto il resto è radio, 2023 Baldini+Castoldi ISBN 9791254940372